# ボンド大学
ボンド大学（ボンドだいがく、英語: Bond University）は、オーストラリア・クイーンズランド州のゴールドコースト郊外ロビーナに位置する私立大学である。

## 概要
1987年にアラン・ボンドと高橋治則（1999年（平成11年）10月、東京地裁より懲役4年6ヵ月の実刑判決）によって設立され、1988年にクイーンズランド州のボンド大学議定書によって大学の地位を与えられた。
ボンド・コーポレーションと日本の不動産投資会社のイ・アイ・イインターナショナルのジョイント・ベンチャーによって、土地の購入、砂岩で覆われた建物の建築、壮大なグラウンドの開発が行われた。設立当時から日本企業が関わっておりMBA発行大学として現在も機能している、世界大学ランキング567位。オンラインでMBAが取得可能。多くのオーストラリアの大学や北米の大学とは異なり、ボンド大学は3学期制を採用しているた、学士号は最短で2年、修士号は1年で取得可能。早期MBA発行のための措置である。
1989年5月から授業が開始された。クラスは少人数制で細やかな学習指導を行っており、世界的にレベルの高い学習環境を提供している。
2001年、元マッキンゼー・アンド・カンパニーの大前研一とBond-BBT Global Leadership MBAを設立。オンラインで学べるMBAとして、2017年8月時点で1,200名を超える修了生を送り出している。AACSBとEQUISの両方の認証を取得している。
2017年、Times Higher Education "The World Best Small Universities Ranking"でTop 20にランクインした。また14年連続、国内のGood Universities GuideでNo.1に選ばれておりオーストラリア国内をはじめ世界から高く評価されている。

## 学術組織
- ビジネス学部
  - Actuarial Science
  - Business Data Analytics
  - Accounting
  - Economics
  - Entrepreneurship
  - Finance
  - International Business
  - International Hotel and Tourism Management
  - Marketing
  - Management
  - Sport Management

- 医学・健康学部
  - Biomedical Science
  - Exercise and Sport Science
  - Health Science
  - Healthcare Innovations
  - Occupational Therapy
  - Nutrition and Dietetic Practice
  - Medicine
  - Physiotherapy

- 人間・社会科学部
  - Advertising, Communications and Media
  - Journalism
  - Public Relations
  - Australian Studies
  - Criminology
  - Film and Television
  - Global Studies
  - International Relations, International Diplomacy
  - Languages
  - Psychology and Counselling
  - Construction Management
  - Valuation and Property Management
  - Project Management
  - City Planning

- 法学部

- ボンド大学付属カレッジ
  - General English
  - English for Academic Purposes
  - Foundation Program
  - Diploma Programs

## 出身者
- トゥポウ6世　トンガの国王
- 五十嵐清　政治家  衆議院議員
- ティム  ワッツ　オーストラリアの政治家
- スティーブン  チオボー　オーストラリアの政治家、貿易•観光•投資大臣
- ブライアン ジーン　カナダの政治家
- トミー・ウィルコラ ノルウェーの脚本家
- グラント・ハケット オーストラリアの水泳選手
- ジャーン・ルーニー オーストラリアの水泳選手
- クリス・アトキンソン オーストラリアのラリードライバー